# شيتور
شيتور رمزها «CH» (بالإنجليزية: Chittoor)‏ ، هو تقسيم إداري لدولة الهند تتبع ولاية أندرا برديش (بالإنجليزية: Andhra  Pradesh)‏ ، مركزها هو مدينة شيتور (بالإنجليزية: Chittoor)‏ عدد سكانها حسب تعداد سنة 2001 هو 3,735,202 ، مساحتها 15,152 كم² وكثافة السكان 247 لكل كم² .

## المناخ
يظهر الجدول التالي التغييرات المناخية على مدار السنة لشيتور:
| البيانات المناخية لـشيتور         | البيانات المناخية لـشيتور | البيانات المناخية لـشيتور | البيانات المناخية لـشيتور | البيانات المناخية لـشيتور | البيانات المناخية لـشيتور | البيانات المناخية لـشيتور | البيانات المناخية لـشيتور | البيانات المناخية لـشيتور | البيانات المناخية لـشيتور | البيانات المناخية لـشيتور | البيانات المناخية لـشيتور | البيانات المناخية لـشيتور | البيانات المناخية لـشيتور |
| الشهر                             | يناير                     | فبراير                    | مارس                      | أبريل                     | مايو                      | يونيو                     | يوليو                     | أغسطس                     | سبتمبر                    | أكتوبر                    | نوفمبر                    | ديسمبر                    | المعدل السنوي             |
| --------------------------------- | ------------------------- | ------------------------- | ------------------------- | ------------------------- | ------------------------- | ------------------------- | ------------------------- | ------------------------- | ------------------------- | ------------------------- | ------------------------- | ------------------------- | ------------------------- |
| متوسط درجة الحرارة الكبرى °م (°ف) | 28.7 (83.7)               | 31.4 (88.5)               | 34.4 (93.9)               | 36.4 (97.5)               | 40.0 (104.0)              | 35.5 (95.9)               | 33.5 (92.3)               | 33.3 (91.9)               | 32.8 (91.0)               | 31.1 (88.0)               | 28.8 (83.8)               | 27.6 (81.7)               | 32.8 (91.0)               |
| متوسط درجة الحرارة الصغرى °م (°ف) | 17.7 (63.9)               | 18.8 (65.8)               | 21.2 (70.2)               | 24.5 (76.1)               | 26.2 (79.2)               | 25.7 (78.3)               | 24.6 (76.3)               | 24.4 (75.9)               | 23.8 (74.8)               | 22.5 (72.5)               | 20.2 (68.4)               | 18.1 (64.6)               | 22.3 (72.2)               |
| معدل هطول الأمطار مم (إنش)        | 6 (0.2)                   | 6 (0.2)                   | 8 (0.3)                   | 24 (0.9)                  | 58 (2.3)                  | 72 (2.8)                  | 102 (4.0)                 | 115 (4.5)                 | 145 (5.7)                 | 162 (6.4)                 | 110 (4.3)                 | 54 (2.1)                  | 862 (33.7)                |
| المصدر: Climate-Data.org          |                           |                           |                           |                           |                           |                           |                           |                           |                           |                           |                           |                           |                           |